# Prem'yer-liga 2023
La Prem'yer-liga 2023 è la trentaduesima edizione della massima serie del campionato Kirghiza di calcio. Il campionato è iniziato il 2 aprile 2023 e si è concluso il 5 novembre 2023. La squadra campione in carica è l'Abdysh-Ata Kant, al suo primo titolo dall'indipendenza.
Il campionato è stato vinto nuovamente dall'Abdyš-Ata Kant, che ha conquistato il suo secondo titolo nazionale.

## Stagione

### Novità
In Pervaja Liga viene retrocesso il Kara-Balta, ultimo nella stagione 2022, mentre dalla Pervaja Liga viene promosso il Muras United, vincitore della seconda serie. 

#### Aggiornamenti
- Il Kaganat e il Nur-Batken, qualificati rispettivamente sesto e settimo nella stagione 2022, non si iscrivono alla nuova stagione con il primo che cessa le sue attività, mentre il secondo che viene retrocesso in seconda divisione. Al loro posto, vengono promossi l'Oshmu Aldier e il Khimik Kara-Balta, rispettivamente secondo e terzo classificati nella Pervaja Liga.

### Formula
Il campionato si svolge con la formula del girone unico e vede 10 squadre partecipanti. La vincente del campionato si qualifica per la AFC Cup 2024-25, mentre l'ultima classificata è retrocessa in Pervaja Liga.

## Squadre partecipanti
| Club              | Città      | Stagione Precedente         |
| ----------------- | ---------- | --------------------------- |
| Abdyš-Ata Kant    | Kant       | 1° nella Prem'yer-liga 2022 |
| Alaj Oš           | Oš         | 2° nella Prem'yer-liga 2022 |
| Aldier Kuršab     | Oš         | 2° nella Pervaja Liga 2022  |
| Alga Biškek       | Biškek     | 3° nella Prem'yer-liga 2022 |
| Dordoj Biškek     | Biškek     | 4° nella Prem'yer-liga 2022 |
| Himik Kara-Balta  | Kara-Balta | 3° nella Pervaja Liga 2022  |
| Ilbirs Biškek     | Biškek     | 8° nella Prem'yer-liga 2022 |
| Muras Junajted    | Žalalabad  | 1° nella Pervaja Liga 2022  |
| Neftči Kočkor-Ata | Kočkor-Ata | 5° nella Prem'yer-liga 2022 |
| Talant            | Kant       | 9° nella Prem'yer-liga 2022 |

## Classifica
|  | Pos. | Squadra           | Pt | G  | V  | N  | P  | GF | GS | DR  |
|  | ---- | ----------------- | -- | -- | -- | -- | -- | -- | -- | --- |
|  | 1.   | Abdyš-Ata Kant    | 57 | 27 | 17 | 6  | 4  | 58 | 22 | +36 |
|  | 2.   | Alaj Oš           | 51 | 27 | 14 | 9  | 4  | 36 | 23 | +13 |
|  | 3.   | Dordoj Biškek     | 50 | 27 | 14 | 8  | 5  | 54 | 24 | +30 |
|  | 4.   | Alga Biškek       | 44 | 27 | 12 | 8  | 7  | 52 | 35 | +17 |
|  | 5.   | Muras Junajted    | 42 | 27 | 12 | 6  | 9  | 41 | 34 | +7  |
|  | 6.   | Talant            | 34 | 27 | 8  | 10 | 9  | 32 | 38 | -6  |
|  | 7.   | Neftči Kočkor-Ata | 32 | 27 | 9  | 5  | 13 | 29 | 38 | -9  |
|  | 8.   | Ilbirs Biškek     | 26 | 27 | 7  | 5  | 15 | 31 | 53 | -22 |
|  | 9.   | Aldier Kuršab     | 23 | 27 | 6  | 5  | 16 | 29 | 52 | -23 |
|  | 10.  | Himik Kara-Balta  | 13 | 27 | 3  | 4  | 20 | 20 | 63 | -43 |

Legenda:
      Campione del Kirghizistan e ammessa alla AFC Challenge League 2024-2025.
 Retrocessione diretta.